# Sartana en el valle del oro
Sartana en el valle del oro (Sartana nella valle degli avvoltoi) es un Spaghetti Western italiano estrenado el 15 de agosto de 1970. En España se estrenó de manera tardía, en 1975.
Es uno de los títulos no oficiales en los que el personaje de Sartana, uno de los más característicos del subgénero, estuvo presente; el protagonista adoptó el nombre de Lee Calloway, pero el nombre de Sartana se empleó en las diversas titulaciones de la película.

## Argumento
Sartana, célebre aventurero del oeste, es contratado por dos individuos misteriosos para que liberen de un presidio a un forajido. La recompensa será la mitad del oro que el forajido había robado, pero Sartana caerá en una trampa, salvándose gracias a la intervención de un mexicano...

## Reparto
- William Berger (Lee Calloway aka Sartana)
- Wayde Preston (Anthony Douglas)
- Aldo Berti (George Douglas)
- Carlo Giordana	(Slim Douglas)
- Franco De Rosa	(Peter Douglas)
- Luciano Pigozzi (Paco) (como Alan Collins)[3]
- Jolanda Modio (Juanita)
- Pamela Tudor (Esther)
- Josiane Tanzilli (Carmencita)
- Claudio Aponte
- Bruno Arié
- Betsy Bell (Saloon singer)
- Federico Boido
- Gaetano Imbró
- Franco Ressel (Norton)
- Bruno Ukmar

Sartana fue interpretado por el actor austriaco William Berger, habitual del subgénero del Spaghetti Western. Otra aportación foránea al reparto sería la del actor estadounidense Wayde Preston, que también desarrolló la mayor parte de su carrera en el género del Western, ya fuera en series televisivas como Colt 45 o Maverick, como en largometrajes (Cabalgando al infierno, de Vic Morrow).

## Fechas de estreno
- Italia: 15 de agosto de 1970
- Turquía: 1972
- España: 1975